# Хосе-Коломо
Хосе-Коломо — газове родовище в Мексиці. 
Входить до нафтогазоносного басейну Мексиканської затоки. 
Глибина залягання покладів 1580 м. 
Запаси 100 млрд м³. 
Відкрите 1951 року.